# Klaus Ahlheim

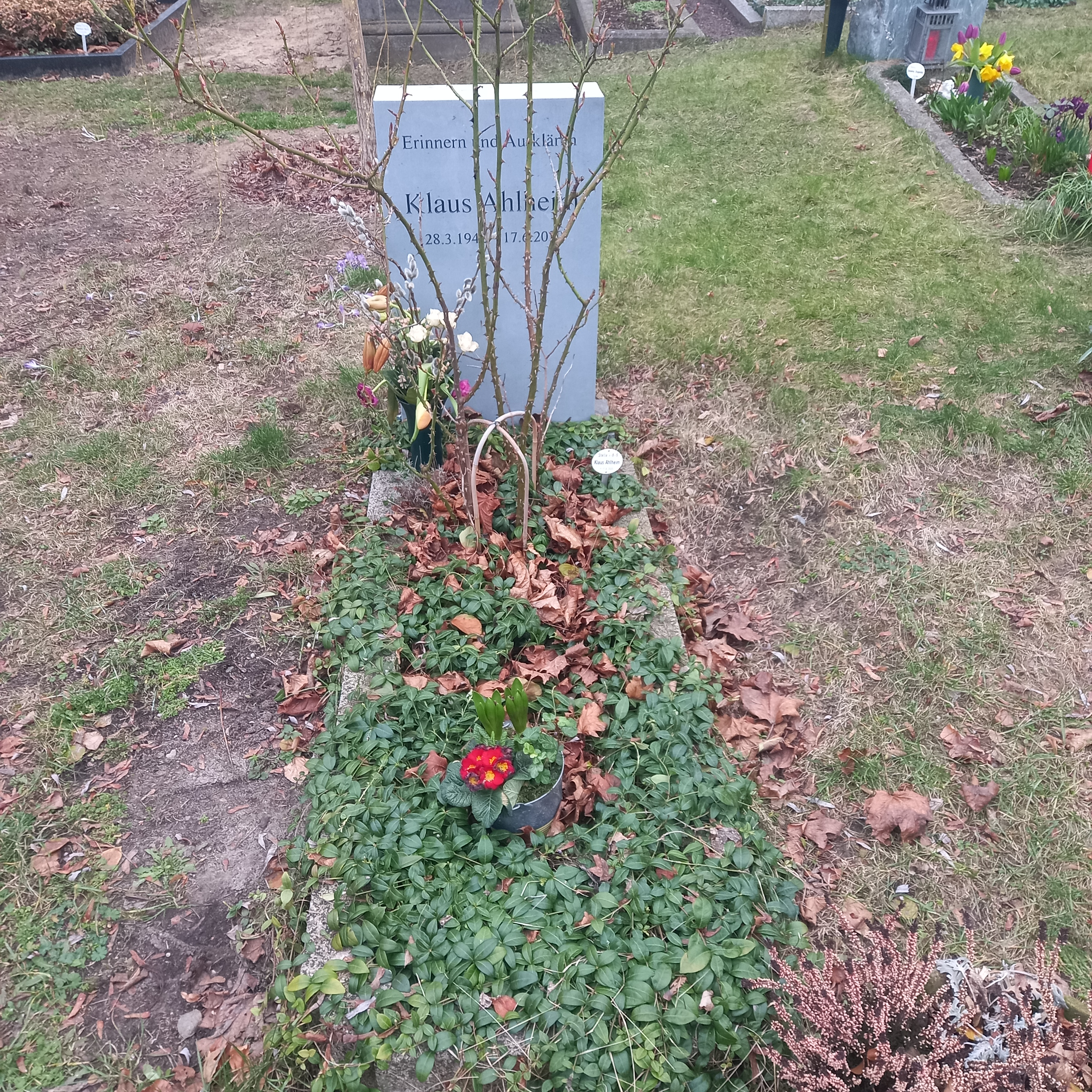
Das Grab von Klaus Ahlheim auf dem Französischen Friedhof in Berlin

Klaus Ahlheim (* 28. März 1942 in Saarbrücken; † 17. Juni 2020 in Berlin) war ein deutscher Erziehungswissenschaftler.

## Leben
Klaus Ahlheim wuchs nach 1945 zunächst in Bensheim auf und machte 1962 das Abitur an der König-Heinrich-Schule in Fritzlar.
1962 begann er das Studium der evangelischen Theologie in Marburg, studierte dann in Berlin und bis zum Ersten theologischen Examen 1968 in Mainz. 1968 folgte ein Studium der Soziologie, Politikwissenschaft und Geschichte in Marburg. 1971 begann er sein Vikariat in Ingelheim am Rhein. 1972 promovierte Ahlheim in München über die Religionssoziologie Max Webers zum Dr. theol. 1972 wurde er Studentenpfarrer in Frankfurt am Main.
1976 erwarb Ahlheim sein Diplom in Erziehungswissenschaft an der Universität Frankfurt; 1981 habilitierte er sich in Erziehungswissenschaft (mit Schwerpunkt Erwachsenenbildung) und wurde Privatdozent. Noch im selben Jahr wurde er Professor für Erwachsenenbildung an der Philipps-Universität Marburg. Dort war er mehrere Jahre Mitglied des Konvents, des Senats und des Lehr- und Studienausschusses sowie 1987/88 und 1993/94 Dekan des Fachbereichs Erziehungswissenschaften. 1994 wurde er Professor mit dem Schwerpunkt politische Erwachsenenbildung an der Universität Essen, später Universität Duisburg-Essen. 2007 ging er in den Ruhestand und zog nach Berlin.
Ahlheims Werk umfasst zahlreiche Veröffentlichungen zu Grundfragen und zur Wirkung politischer (Erwachsenen-)Bildung, empirische, theoretische und didaktische Arbeiten zu den Themen Vorurteile, Fremdenfeindlichkeit, Antisemitismus, Rechtsextremismus und zur Gedenkstättenarbeit. Er war Herausgeber der Reihe Kritische Beiträge zur Bildungswissenschaft im Offizin Verlag. 
Die Grabstätte Alheims befindet sich auf dem Französischen Friedhof in Berlin.

## Publikationen (Auswahl)
- Geschöntes Leben. Eine deutsche Wissenschaftskarriere. Offizin, Hannover 2000, ISBN 3-930345-24-2.
- Der unbequeme Fremde. Fremdenfeindlichkeit in Deutschland – empirische Befunde. Wochenschau-Verlag, Schwalbach/Ts 1999, ISBN 3-87920-483-7.
- Mut zur Erkenntnis. Über das Subjekt politischer Erwachsenenbildung. Erweiterte Neuausgabe, Wochenschau-Verlag, Schwalbach/Ts 2008, ISBN 978-3-89974468-2.
- Adorno revisited. Erziehung nach Auschwitz und Erziehung zur Mündigkeit heute. Offizin, Hannover 2010. ISBN 978-3-930345-89-2 (zusammen mit Matthias Heyl).
- Sarrazin und der Extremismus der Mitte. Empirische Analysen und pädagogische Reflexionen. Offizin, Hannover 2011, ISBN 978-3-930345-93-9.
- Rechtsextremismus – Ethnozentrismus – Politische Bildung, Offizin, Hannover 2013, ISBN 978-3-930345-98-4.
- Kriegsgeburt. Ein autobiografisches Fragment, Offizin, Hannover 2015, ISBN 978-3-945447-08-6.
- als Herausgeber: Gerd Kadelbach – Bildung ist niemals unverbindlich. Ausgewählte Texte. Offizin, Hannover 2015, ISBN 978-3-945447-07-9.